# Companyia Aeronàutica Nakajima
La Companyia Aeronàutica Nakajima (en japonès: 中島飛行機株式会社 Nakajima Hikōki Kabushiki Kaisha) va ser un important fabricant d'avions japonès durant la Segona Guerra Mundial. L'empresa es va fundar en 1917 per Nakajima Chikunei, i va prendre el nom de Companyia Aeronàutica Nakajima en 1931. Nakajima tenia diverses plantes de fabricació o assemblatge, concretament a Tòquio, Musashino, Donryu, Ota, que va ser visitada per l'Emperador Hirohito el 16 de novembre de 1934, situada prop de l'estació d'Ota, i finalment, la planta de Koizumi, propera a l'estació de Nishi-Koizumi. Les plantes d'Ota i Koizumi van ser bombardejades el 10 de febrer i el 3 d'abril de 1945 respectivament, resultant greument danyades. Després de la derrota japonesa, la companyia va reaparèixer com l'actual Fuji Heavy Industries (FHI), grup industrial que entre altres activitats, és la fabricant dels automòbils Subaru. En l'actualitat, la planta d'Ota és propietat de FHI, i la de Koizumi ho és de Sanyo.

## Models produïts
Nakajima va ser ben coneguda pels seus àgils aparells de caça durant els primers anys de la guerra.
- Nakajima I2N - Hidroavió biplà de reconeixement (1927)
- Nakajima I4N - Hidroavió biplà de reconeixement (1930)
- Nakajima A2N - Caça biplà embarcat (1930)
- Nakajima Tipus 91 - Caça monoplà (1931)
- Nakajima A4N - Caça embarcat (1935)
- Nakajima Ki-27 - Caça monoplà de l'Exèrcit Imperial (1936)
- Nakajima Ki-43 - Caça de l'Exèrcit Imperial 隼 "Hayabusa" Oscar (1939)
- Nakajima Ki-44 - Caça de l'Exèrcit Imperial 鍾馗 "Shoki" Tojo (1940)
- Nakajima J1N - Caça nocturn de l'Armada Imperial amb base en terra 月光 "Gekko" Irving (1941)
- Nakajima Ki-84 - Caça de l'Exèrcit Imperial 疾風 "Hayate" Frank (1943)
- Nakajima J5N - Interceptor de l'Armada amb base en terra 天雷 "Tenrai" (1944)
- Nakajima Ki-87 - Prototipus d'Avió de caça (1945)
- Nakajima Ki-115 - Avió kamikaze (1945)

## Prototipus d'avions a reacció
- Nakajima Kikka - Primer avió japonès a reacció, similar en disseny a l'alemany Messerschmitt Me 262 (1945)
- Nakajima Ki-201 - Projecte de l'Exèrcit 火龍 "Karyu", basat en el "Kikka" (1945)

## Motors radials
- Nakajima Sakae
- Nakajima Homare